# Петроково (Владимирская область)
Петроково — деревня в Муромском районе Владимирской области России, входит в состав Борисоглебского сельского поселения.

## География
Деревня расположена в 5 км на юго-запад от центра поселения села Борисоглеб и в 14 км на северо-запад от Мурома.

## История
В писцовых книгах 1629-30 годов Петроково значится за многочисленными помещиками, а именно: за Муромцами Тихоном и Иваном Костелевыми, за Варварой Апраксиной с детьми, за Иваном Дурасовым, Дмитрием Борисовым с матерью, за Яковым Ивановичем Ковардицким и Федором Моисеевичем Скоробоярским, между этими помещиками село было разделено на доли. На общей земле находилась церковь во имя святых бессеребренников Козьмы и Дамиана, построенная Тихоном Костелевым. В окладных книгах 1676 года в селе имелась церковь святых чудотворцев Козьмы и Дамиана и 42 двора. В 1833 году деревянная церковь была разобрана, одновременно в 1831 году началось строительство каменного храма. Трапеза была отстроена и освящена в 1835 году, постройка главного холодного храма затянулась на долгое время, храм окончательно был достроен лишь в 1868 году. В 1883 году при нем построена каменная колокольня. Престолов в каменном храме было три: главный во имя Покрова Пресвятой Богородицы, в трапезе теплой: во имя трех Святителей — Василия Великого, Григория Богослова и Иоанна Златоустого и в честь святых бессребренников Козьмы и Дамиана. В конце XIX века приход состоял из одного села Петрокова, в котором по клировым ведомостям значилось 106 дворов, 423 мужчины и 436 женщин. В Петрокове имелась церковно-приходская школа, учащихся в 1896 году было 40. В годы Советской Власти церковь была полностью разрушена.
В XIX и первой четверти XX века село входила в состав Новокотлицкой волости Муромского уезда.
С 1929 года село являлось центром Петраковского сельсовета Муромского района, позднее в составе Борисоглебского сельсовета, с 2005 года — в составе Борисоглебского сельского поселения.

## Население
| 1859 | 1897 | 1905  | 1926  | 2002 | 2010 | 2021 |
| ---- | ---- | ----- | ----- | ---- | ---- | ---- |
| 630  | ↗846 | ↗1014 | ↗1379 | ↘259 | →259 | ↗276 |

## Инфраструктура
В селе имеются дом культуры, фельдшерско-акушерский пункт